# Halo Infinite
|  | Denne artikel eller dette afsnit indeholder information om et fremtidigt computer- og/eller videospil Indholdet kan derfor ændre sig drastisk i takt med ny information. |

Halo Infinite er den kommende efterfølger til Halo 5: Guardians og den tredje del af "the Reclaimer Saga". Det bliver udviklet af 343 Industries og kommer til både Xbox One og PC. Pr. 25. september 2015 var planlæggelse af spillet begyndt og historien under produktion. Halo Infinite får en historie, der er "meget mere menneskelig" end Halo 5: Guardians.